# Ronde van Vlaanderen 1950
De 34ste editie van de Ronde van Vlaanderen werd verreden op 2 april 1950 over een afstand van 273 km van Gent naar Wetteren. De gemiddelde uursnelheid van de winnaar was 33,090 km/h. Van de 220 vertrekkers bereikten er 21 de aankomst. Tijdens deze editie werd voor de eerste keer de Muur van Geraardsbergen beklommen.

## Koersverloop
De winnaar van 1949 Fiorenzo Magni zat de hele dag in de kop van het peloton. Met Wim van Est en André Mahé vormde hij een kopgroep waaruit hij op de Muur van Geraardsbergen ontsnapte en zo alleen zijn tweede zege behaalde.

## Hellingen
- Tiegemberg
- Kwaremont
- Kruisberg
- Edelareberg
- Muur

## Uitslag
| Rang | Renner                | Land      | Ploeg              | Tijd      |
| ---- | --------------------- | --------- | ------------------ | --------- |
| 1    | Fiorenzo Magni        | Italië    | Ganna              | 8h15'     |
| 2    | Briek Schotte         | België    | Alcyon-Dunlop      | op 2'15"  |
| 3    | Louis Caput           | Frankrijk | Olympia-Dunlop     | op 9'20"  |
| 4    | Maurice Diot          | Frankrijk | Mercier-Hutchinson | z.t.      |
| 5    | André Maelbrancke     | België    | Star Nord          | z.t.      |
| 6    | Eugeen Van Roosbroeck | België    | Alcyon-Dunlop      | z.t.      |
| 7    | Valère Ollivier       | België    | Bertin-Wolber      | op 12'15" |
| 8    | Roger Gyselinck       | België    | Groene Leeuw       | z.t.      |
| 9    | Basiel Wambeke        | België    | Condor             | op 13'15" |
| 10   | César Marcelak        | Frankrijk | Mercier-Hutchinson | op 15'10" |

1913 · 
1914 · 
1915 · 
1916 · 
1917 · 
1918 · 
1919 · 
1920 · 
1921 · 
1922 · 
1923 · 
1924 · 
1925 · 
1926 · 
1927 · 
1928 · 
1929 · 
1930 · 
1931 · 
1932 · 
1933 · 
1934 · 
1935 · 
1936 · 
1937 · 
1938 · 
1939 · 
1940 · 
1941 · 
1942 · 
1943 · 
1944 · 
1945 · 
1946 · 
1947 · 
1948 · 
1949 · 
1950 · 
1951 · 
1952 · 
1953 · 
1954 · 
1955 · 
1956 · 
1957 · 
1958 · 
1959 · 
1960 · 
1961 · 
1962 · 
1963 · 
1964 · 
1965 · 
1966 · 
1967 · 
1968 · 
1969 · 
1970 · 
1971 · 
1972 · 
1973 · 
1974 · 
1975 · 
1976 · 
1977 · 
1978 · 
1979 · 
1980 · 
1981 · 
1982 · 
1983 · 
1984 · 
1985 · 
1986 · 
1987 · 
1988 · 
1989 · 
1990 · 
1991 · 
1992 · 
1993 · 
1994 · 
1995 · 
1996 · 
1997 · 
1998 · 
1999 · 
2000 · 
2001 · 
2002 · 
2003 · 
2004 · 
2005 · 
2006 · 
2007 · 
2008 · 
2009 · 
2010 · 
2011 · 
2012 · 
2013 · 
2014 · 
2015 · 
2016 · 
2017 · 
2018 · 
2019 · 
2020 · 
2021 · 
2022 · 
2023 · 
2024
Lijst van beklimmingen